# 大櫛鱗鰨
大櫛鱗鰨為輻鰭魚綱鰈形目鰨亞目鰨科的其中一種，為亞熱帶海水魚，分布於中西太平洋新喀里多尼亞海域，棲息深度3-18公尺，體長可達4公分，棲息在底層海域，生活習性不明。